# Carlo Ghidelli
Carlo Ghidelli (Offanengo, 24 aprile 1934) è un arcivescovo cattolico e biblista italiano, dall'11 ottobre 2010 arcivescovo emerito di Lanciano-Ortona.

## Biografia
Nasce a Offanengo, in provincia di Cremona e diocesi di Crema, il 24 aprile 1934.

### Formazione e ministero sacerdotale
Studia nel seminario vescovile di Crema.
Il 28 giugno 1958 è ordinato presbitero dal vescovo di Crema Placido Maria Cambiaghi.
Consegue la laurea in teologia presso la Pontificia Università Gregoriana di Roma e successivamente la licenza in Sacra Scrittura presso il Pontificio Istituto Biblico di Roma.
In diocesi svolge il suo servizio come docente nel seminario, dal 1958 al 1982; è segretario del vescovo Carlo Manziana, dal 1964 al 1982, e assistente dell'Azione Cattolica, dal 1976 al 1983. Come biblista, è docente nella Facoltà teologica dell'Italia settentrionale di Milano, dal 1970 al 1982.
Nel gennaio 1983 lascia i vari incarichi e tutti gli impegni pastorali per assumere il ruolo di sottosegretario della Conferenza Episcopale Italiana, che svolge fino al 1986. In tale anno è nominato assistente ecclesiastico generale dell'Università Cattolica del Sacro Cuore nella sua sede di Milano, incarico che ricopre fino al 2000, e consultore del Pontificio consiglio per la promozione dell'unità dei cristiani.

### Ministero episcopale
Il 25 novembre 2000 papa Giovanni Paolo II lo nomina arcivescovo di Lanciano-Ortona; succede ad Enzio d'Antonio, dimessosi per raggiunti limiti di età. Il 14 gennaio 2001 riceve l'ordinazione episcopale, nella cattedrale della Madonna del Ponte a Lanciano, dall'arcivescovo Giovanni Battista Re, prefetto della Congregazione per i vescovi, co-consacranti il suo predecessore Enzio d'Antonio e il vescovo di Crema Angelo Paravisi. Durante la stessa celebrazione prende possesso dell'arcidiocesi.
Dal 2004 al 18 dicembre 2010 è anche presidente della Conferenza episcopale abruzzese e molisana.
L'11 ottobre 2010 papa Benedetto XVI accoglie la sua rinuncia al governo pastorale dell'arcidiocesi di Lanciano-Ortona, presentata per raggiunti limiti d'età; gli succede Emidio Cipollone, del clero di Avezzano. Rimane amministratore apostolico dell'arcidiocesi fino all'ingresso del successore, avvenuto il 18 dicembre seguente. Si ritira a Milano presso la chiesa di San Francesco d'Assisi al Fopponino.
È membro del centro studi dell'Unione Apostolica del Clero (UAC).

## Genealogia episcopale e successione apostolica
La genealogia episcopale è:
- Cardinale Scipione Rebiba
- Cardinale Giulio Antonio Santori
- Cardinale Girolamo Bernerio, O.P.
- Arcivescovo Galeazzo Sanvitale
- Cardinale Ludovico Ludovisi
- Cardinale Luigi Caetani
- Cardinale Ulderico Carpegna
- Cardinale Paluzzo Paluzzi Altieri degli Albertoni
- Papa Benedetto XIII
- Papa Benedetto XIV
- Papa Clemente XIII
- Cardinale Enrico Benedetto Stuart
- Papa Leone XII
- Cardinale Chiarissimo Falconieri Mellini
- Cardinale Camillo Di Pietro
- Cardinale Mieczysław Halka Ledóchowski
- Cardinale Jan Maurycy Paweł Puzyna de Kosielsko
- Arcivescovo Józef Bilczewski
- Arcivescovo Bolesław Twardowski
- Arcivescovo Eugeniusz Baziak
- Papa Giovanni Paolo II
- Cardinale Giovanni Battista Re
- Arcivescovo Carlo Ghidelli

La successione apostolica è:
- Arcivescovo Emidio Cipollone (2010)

## Opere
Biblista noto in campo nazionale e internazionale, collabora alla traduzione interconfessionale della Bibbia in lingua corrente, nonché alla revisione della Bibbia promossa dalla CEI. Ha approfondito in particolare lo studio dell'opera lucana (Vangelo e Atti degli Apostoli). Ha all'attivo numerose pubblicazioni, tra cui:
- Commento al Vangelo di Luca (1972);
- Commento agli Atti degli Apostoli (1982);
- La Chiesa vive, Per una rilettura teologico-pastorale degli Atti degli Apostoli (1978);
- Magnificat (1990);
- Comunicare. Note bibliche per la vita sulla lettera pastorale "Effata" (Apriti) del cardinale C.M. Martini, Milano, Paoline, 1991. ISBN 88-315-0579-3.
- Esperienza di preghiera. Seguendo il Vangelo di Luca, Torino, Paoline, 1992. ISBN 88-215-2319-5.
- Il Dio vivo, Colloqui sulla Trinità alla scuola di san Paolo (1992);
- Vangelo e vita universitaria (1992);
- Beatitudini evangeliche e spiritualità laicale (1996);
- La Parola e noi. Verso il Terzo Millennio con gli Atti degli Apostoli (1999);
- Dio è padre e madre, Meditazioni bibliche (2000);
- Spiritualità coniugale (2001).
- Vangelo di Luca. Nuovissima versione dai testi originali (introduzione del cardinale Carlo Maria Martini), Cinisello Balsamo, San Paolo, 2002. ISBN 88-215-4514-8.
- Le tappe della lettura della Bibbia. Come leggere una pagina biblica, come leggere una parabola, un discorso, un miracolo, con Carlo Buzzetti, Cinisello Balsamo, San Paolo, 2003. ISBN 88-215-4929-1.
- Mio dolce Maestro. Introduzione alla lettura del vangelo apocrifo di Tommaso, Ortona, D'Abruzzo edizioni-Menabò, 2003.
- La Società biblica britannica e forestiera. 200 anni di storia in Italia, con Domenico Maselli, Roma, Società biblica britannica & forestiera, 2004. ISBN 88-237-5020-2.
- Racconti dell'infanzia del Signore di Tommaso filosofo israelita, Ortona, Menabò, 2005. ISBN 88-86396-65-1.
- Lettere sulla famiglia, Leumann [Rivoli], Elledici, 2006. ISBN 88-01-03534-9.
- Viva ed efficace. Quindici metafore della parola di Dio, Cinisello Balsamo, San Paolo, 2008. ISBN 978-88-215-6318-8.
- La gioia e il coraggio dell'ecumenismo, Roma, Societa Biblica Britannica & Foresteria, 2009. ISBN 978-88-237-5018-0.
- Paolo maestro di vita cristiana. La pedagogia dell'Apostolo, Brescia, La scuola, 2009. ISBN 978-88-350-2447-7.
- Omaggio a Dante Alighieri. Lectio Dantis nella Concattedrale di Ortona, Ortona, Opera della basilica di San Tommaso Apostolo, 2010.
- Lettere pastorali dell'arcivescovo Carlo 2000-2010, Lanciano, Curia arcivescovile, 2010.
- La famiglia. Una pagina di vangelo, Torino, Elledici, 2011. ISBN 978-88-01-04800-1.
- Una parola per te. Per conoscere e capire la Bibbia, Milano, Centro Ambrosiano, 2011. ISBN 978-88-8025-080-7.
- Libertà evangelica. Carlo Manziana, a cura di Carlo Ghidelli, Brescia, La Scuola, 2011. ISBN 978-88-350-2675-4.